# Nylon (revista)
Nylon es una revista estadounidense sobre estilo de vida, centrada en la cultura popular y la moda, propiedad de Bustle Digital Group. Su cobertura incluye arte, belleza, música, diseño, celebridades, tecnología y viajes. Originalmente nacida como una revista el año 1999, cambió a un formato totalmente digital en 2017. Su nombre hace referencia a Nueva York y Londres.

## Historia
Nylon fue cofundada en 1999 por Mark Blackwell, Madonna Badger, la supermodelo danesa Helena Christensen y el equipo editorial formado por Marvin y Jaclynn Jarrett, con la inversión del empresario Sam Waksal. Tres de los fundadores habían trabajado juntos anteriormente en sus mismos roles en la revista Ray Gun: el editor Marvin Jarrett, su esposa Jaclynn y el director editorial Mark Blackwell; los Jarrett habían vendido recientemente sus acciones de Ray Gun Publishing. Según la editora Jaclynn Jarrett, se eligió el nombre de la revista porque a su esposo Marvin simplemente le gustó el sonido de Nylon. Después de elegirlo, se dieron cuenta del vínculo entre Nueva York y Londres, que era congruente con el enfoque editorial de Nylon en estas dos ciudades. Las dos primeras letras son las iniciales de Nueva York y las tres últimas letras son las tres primeras letras de Londres (New York LONdon). El diseño de la revista estaba destinado a ser "hiperlegible", en respuesta a las críticas del caótico diseño de Ray-Gun. El primer número se publicó el 6 de abril de 1999.
En 2003, Nylon lanzó su sitio web nylonmag.com (ahora nylon.com), bajo el liderazgo de Ronen Shapiro. Más tarde ese año, el número de lectores digitales superó a la edición impresa y se convirtió en el centro del negocio de Nylon. En 2005, el empresario de Pensilvania Don Hellinger compró Nylon. La primavera siguiente, Nylon y MySpace colaboraron en su primer número de la edición International Music, haciéndolo disponible gratuitamente en línea durante un tiempo.
Nylon TV se lanzó en 2006 con la creación de su propio canal de YouTube. Para 2014 obtuvo 62 mil suscriptores y 62 millones de visitas acumuladas. Nylon se volvió a asociar con MySpace en 2006 para su edición anual de música de junio/julio. Nueve meses después, la revista estuvo disponible de forma generalizada en línea en formato digital en marzo de 2007. Nylon lanzó su edición de junio/julio de International Music y MySpace en línea para su visualización gratuita. La carta del editor, Marvin Scott Jarrett, lo describió como una colaboración con MySpace, centrándose en ocho ciudades de la "meca de la música y el estilo" de todo el mundo, con el grupo The White Stripes en la portada, seleccionado por los fanes de MySpace y Nylon.
Nylon se asoció con Live Nation Entertainment en 2008 para producir su primer Nylon Music Tour, encabezado por la banda de rock electrónico She Wants Revenge.
En su décimo aniversario en 2009, Nylon hizo que el número inaugural de abril de 1999 estuviera disponible gratuitamente en línea, incluidos todos los artículos, en forma escaneada. Más tarde ese año, Nylon se asoció con iTunes para su edición anual de música, que incluía una lista de reproducción gratuita de verano de 22 pistas.
Nylon se unió a YouTube en 2010 para su edición de Young Hollywood, permitiendo a los lectores ver la edición completa en YouTube. La asociación se extendió también para la edición 2011 de Young Hollywood. El año 2010 también trajo el lanzamiento de Nylon Dailies, correos electrónicos redactados por escritores locales todos los días en diez ciudades estadounidenses distintas claves.
En 2011, el entonces presidente Don Hellinger y el entonces director financiero Jami Pearlman fueron acusados de operar un negocio ilegal de transmisión de dinero para un casino en línea, no relacionado con Nylon. Posteriormente se declararon culpables de un cargo reducido.
Nylon se unió a Facebook en 2012 para su edición musical de junio/julio. El 2012 también trajo una gira musical de verano, con la banda estadounidense Neon Trees y patrocinada por Starbucks. Además, el programa America's Next Top Model anunció que Nylon sería su socio de medios para el decimonoveno ciclo del programa.
Nylon había establecido una fuerte presencia en las redes sociales. A principios de 2014, Nylon estaba activo en Instagram, donde tenía más de 700.000 seguidores en Twitter y un millón de seguidores en Facebook. 
En mayo de 2014, Nylon fue adquirido por un nuevo grupo de propietarios, que incluía una filial del inversor Marc Luzzatto con sede en Los Ángeles a través de Diversis Capital, LLC. La nueva empresa también adquirió FashionIndie, con los fundadores Beca Alexander y Daniel Saynt, manteniendo estos sus títulos de editor en jefe y director creativo, respectivamente. El editor Marvin Jarrett se vio sorprendido por la noticia y los nuevos propietarios no lo contrataron. El personal se enteró de la adquisición a través de la prensa.
En septiembre de 2017, se anunció que la revista estaba en transición a una plataforma totalmente digital. La edición impresa de Nylon se suspendió entre octubre de 2017 y 2019. El personal de impresión fue despedido. Tras la salida del equipo central de impresión, solo quedaron dos miembros originales del personal, de los 60 empleados anteriores a la venta en 2014. Uno de esos miembros originales del personal incluía a la editora senior del equipo digital, Gabrielle Korn, quien luego fue ascendida a editora en jefe.
En junio de 2019, Nylon fue adquirido por Bustle Digital Group, fundado por Bryan Goldberg.

## Ediciones internacionales

### Asia
- Nylon Japan. Llegó por primera vez a los quioscos de Tokio en 2004. Ahora está dirigido por el editor en jefe Takashi Togawa.[30]
- Nylon Korea. En marzo de 2018, el editor de Nylon Korea fue adquirido por Krispy Studio, una subsidiaria de Kakao M (antes LOEN Entertainment), de Seoul Cultural Publishers.[31]
- Nylon Indonesia. Comenzó a publicar en 2011.
- Nylon Singapur.[32]
- Nylon Tailandia.
- Nylon China.
- Nylon Manila. Lanzada en noviembre de 2020 por One Mega Group como revista digital.

### Europa
- Nylon Alemania.
- Nylon España.
- Nylon France (publicada como Nylon FR). Lanzada en marzo de 2021 como revista digital. La edición francesa también se edita en formato impreso cada dos meses con una venta limitada en tiendas seleccionadas y en la tienda electrónica de la revista.[33]

### América Latina
- Nylon México.

## Editores en jefe
- Marvin Scott Jarrett (1999-2014). Editor en jefe original desde el momento de la creación de la revista hasta su partida en 2014.
- Michelle Lee (2014). Luego fue nombrada editora en jefe de la revista Allure en 2015.[34]
- Melissa Giannini (2015)[35]
- Gabrielle Korn (2018-presente)

## Portadas
El primer tema de portada de Nylon fue la actriz y modelo Liv Tyler en abril de 1999, fotografiada y entrevistada por Helena Christensen. Algunos y algunas de las modelos que han posado para la portada de la revista incluyen:
| - Demi Lovato - Christina Aguilera - The Horrors - Avril Lavigne - Selena Gomez - Lily Allen - Paris Hilton - The Kills - Camilla Belle - Karen O - Evan Rachel Wood - Mary-Kate Olsen - Lea Michele - Lil' Kim - Zooey Deschanel - Kristen Stewart | - Rachel Bilson - Scarlett Johansson - Cory Kennedy - Mischa Barton - Christina Ricci - Leighton Meester - Blake Lively - Taylor Momsen - The White Stripes - Sienna Miller - Nicole Richie - Megan Fox - Hilary Duff - Emma Stone - Lindsay Lohan - M.I.A. | - Zoe Saldaña - Drew Barrymore - Jessica Szohr - Mila Kunis - Emily Browning - Katy Perry - Jena Malone - Abbie Cornish - Vanessa Hudgens - Jamie Chung - Emma Roberts - Chloë Grace Moretz - Lily Collins - Hayley Williams - Marina Diamandis - Lana Del Rey |

## Extensiones de la marca
La revista tenía páginas de radar, moda y estilo. También tuvo la revista Nylon Guys, anunciada por primera vez en 2003 y publicada de forma independiente en 2004, la cual presentó entre sus portadas a Jesse Eisenberg, Gerard Way, Joseph Gordon-Levitt, Pharrell Williams y Michael Pitt, entre otros.
Nylon se asoció con Rizzoli Publishing para publicar tres libros: Street, sobre moda urbana global; Pretty, sobre belleza; y Play, sobre música. Pretty: The Nylon Book of Beauty fue incluido en la lista de los mejores libros para la adolescencia de la Biblioteca Pública de Nueva York en 2008.
En 2009, Jarrett fundó Nylon Records y contrató al grupo de pop femenino francés Plastiscines como su primer acto, después de verlas en la portada de la revista francesa de moda y estilo Citizen K. También en 2009, Nylon presentó su aplicación para IPhone, la cual MinOnline la enumeró entre las "5 revistas principales para iPhone que quizás te hayas perdido", señalando que es «una agradable sorpresa. Esta revista de moda y cultura tiene uno de los diseños de revistas más atractivos entre las marcas impresas en dispositivos móviles».
La edición de septiembre de 2010 de la revista se publicó en IPad e incluía videos, música y contenido exclusivo. La edición para IPad se encuentra disponible en la tienda de Apple iTunes.

## Reconocimientos
La American Society of Magazine Editors destacó a la revista tres veces: Nylon fue nominada para el "Premio Nacional de Revistas por Excelencia General (100.000 a 400.000 ejemplares)" en 2001, fue finalista para el premio "Excelencia General (100.000 a 250.000 ejemplares de circulación)" en 2003 y fue finalista del premio ASME Design de 2006.
En 2006, Nylon fue nominada en el décimo premio anual Webby Awards en la categoría de moda, y recibió un homenaje oficial en el duodécimo premio anual Webby Awards en la categoría de revistas en 2008.
En 2008, los editores en línea del monitor de la industria Media Industry News seleccionaron a Nylon.com como el penúltimo de sus "Top 5 de sitios web de revistas de moda femenina", a juzgar por el «atractivo visual, la funcionalidad y la utilidad de la información». Señalaron que era el «destino de elección para las mentes alternativas y de la moda en todas partes» y demás dijeron que «el radar de entretenimiento de Nylon sigue vivo y coleando. Sus ilustraciones y gráficos originales le dan a Nylon un aspecto moderno y único que es realmente difícil de encontrar dentro de la categoría. Nxtbook ofrece números de revistas digitales sofisticados y descargables».